# Меликсетов, Арлен Ваагович
Арле́н Ваа́гович Меликсе́тов (1 января 1930, Москва — 15 февраля 2006, Москва) — советский и российский историк-китаист. Доктор исторических наук (1976), профессор (1976). Почётный профессор университета г. Куньмин (КНР).

## Биография
В 1953 году окончил исторический факультет МГУ.
В 1956 году в МГУ имени М. В Ломоносова защитил диссертацию на соискание учёной степени кандидата исторических наук по теме «Социалистическое преобразование капиталистической промышленности и торговли в Китае».
В 1956—1960 годах — научный сотрудник Института китаеведения АН СССР.
В 1960—1969 годах — преподаватель МГИМО МИД СССР, с 1969 года — там же заведующий кафедрой истории и культуры стран Азии и Африки, в 1975—1986 — там же заведующий кафедрой истории и внешней политики Азии и Африки, 1986—1989 годах — там же заведующий кафедрой востоковедения.
В 1975 году в МГИМО защитил диссертацию на соискание учёной степени доктора исторических наук по теме «Социально-экономическая политика гоминьдана в Китае 1927—1949 гг.»
В 1989—1994 годах — директор ИСАА при МГУ.
В 1994—2003 годах — заведующий кафедрой истории Дальнего Востока и Юго-Восточной Азии ИСАА при МГУ.
Скончался 15 февраля 2006 года. Похоронен на Кунцевском кладбище в Москве (участок 5).

## Научное наследие
Основные направления научной деятельности: социально-экономическая история Китая; история китайской революции, история Гоминьдана, Китай и Азиатско-Тихоокеанский регион.
Автор более 100 работ. Испытал влияние К. Виттфогеля.

## Награды
- Орден Дружбы Народов.
- Премия имени М. В. Ломоносова (2001).